# Phanerophlebia aurita
Phanerophlebia aurita är en träjonväxtart som beskrevs av Fée. Phanerophlebia aurita ingår i släktet Phanerophlebia och familjen Dryopteridaceae. Inga underarter finns listade.